# Gyula Alpári
Gyula Alpári (n. 19 ianuarie 1882, Dunaföldvár, Țările Coroanei Sfântului Ștefan, Ungaria – d. 17 iulie 1944, Lagărul de concentrare Sachsenhausen, Brandenburg, Germania) a fost un scriitor, jurnalist și redactor maghiar, reprezentant de seamă al jurnalismului maghiaro-, germano- și cehofon de stânga din prima treime a secolului al XX-lea. Alpári a fost membru al Partidului Social-Democrat Ungar, din care a fost exclus în 1918, apoi, în același an, cofondator al Partidului Comunist Ungar și membru al Internaționalei Comuniste (Komintern). A fost arestat de Gestapo în 1940 în Franța, unde se afla exilat din anii '30.